# Municipio de Raber (Dakota del Sur)
El municipio de Raber (en inglés: Raber Township) es un municipio ubicado en el condado de Hughes en el estado estadounidense de Dakota del Sur. En el año 2010 tenía una población de 26 habitantes y una densidad poblacional de 0,19 personas por km².

## Geografía
El municipio de Raber se encuentra ubicado en las coordenadas 44°18′4″N 99°50′3″O / 44.30111, -99.83417. Según la Oficina del Censo de los Estados Unidos, el municipio tiene una superficie total de 137.56 km², de la cual 133,89 km² corresponden a tierra firme y (2,66 %) 3,66 km² es agua.

## Demografía
Según el censo de 2010, había 26 personas residiendo en el municipio de Raber. La densidad de población era de 0,19 hab./km². De los 26 habitantes, el municipio de Raber estaba compuesto por el 100 % blancos. Del total de la población el 0 % eran hispanos o latinos de cualquier raza.